# 三江口镇 (莆田市)
三江口镇是中国福建省莆田市涵江区下辖的一个镇。

## 行政区划
三江口镇下辖以下地区：
后郭村、鳌山村、南兴村、东清村、塔山村、芳山村、鲸山村、杨芳村、洋中村、新浦村、美尾村、高美村、双霞村、前明村、哆中村、东盛村和新兴村。